# Now That's What I Call Music! 25 (série dos Estados Unidos)
Now That's What I Call Music! 25 é uma compilação de vários artistas, lançado em 2007.

## Faixas
1. Fall Out Boy – "Thnks fr th Mmrs" (3:22)
2. Avril Lavigne – "Girlfriend" (3:35)
3. Gwen Stefani featuring Akon – "The Sweet Escape" (4:06)
4. Pink – "U + Ur Hand" (3:32)
5. Fergie featuring Ludacris – "Glamorous" (4:05)
6. Beyoncé and Shakira – "Beautiful Liar" (3:17)
7. Justin Timberlake – "Summer Love" (4:09)
8. Ne-Yo – "Because of You" (3:45)
9. T-Pain featuring Yung Joc – "Buy U a Drank (Shawty Snappin')" (3:48)
10. Lloyd – "Get It Shawty" (3:28)
11. Huey – "Pop, Lock & Drop It" (4:21)
12. Mims – "Like This" (3:25)
13. Bone Thugs-n-Harmony featuring Akon – "I Tried" (4:47)
14. Bow Wow featuring T-Pain & Johnta Austin – "Outta My System" (3:52)
15. Kelly Clarkson – "Never Again" (3:34)
16. Boys Like Girls – "The Great Escape" (3:26)
17. Keith Urban – "I Told You So" (3:58)
18. Carrie Underwood – "Before He Cheats" (3:17)
19. Elliott Yamin – "Wait for You" (3:58)
20. Daughtry – "Home" (4:12)